# Laena michaeli
Laena michaeli – gatunek chrząszcza z rodziny czarnuchowatych i podrodziny omiękowatych.
Gatunek ten został opisany w 2008 roku przez Wolfganga Schawallera. Epitet gatunkowy nadano na cześć Michaela Schülke.
Chrząszcz o ciele długości od 6 do 6,5 mm. Przedplecze o brzegach bocznych przynajmniej u nasady obrzeżonych, tylnym brzegu nieobrzeżonym, kątach tylnych zaokrąglonych; jego powierzchnia bez wgłębień i pokryta gęstymi, opatrzonymi krótkimi i leżącymi szczecinkami punktami oddalonymi od siebie 0,5–2 średnice. Na pokrywach ułożone w rzędy punkty, położone w ledwo wgłębionych rowkach, nieco mniejsze do tych na przedpleczu i opatrzone krótkimi, leżącymi szczecinkami. Rządki te z tyłu częściowo zanikają. Punkty na płaskich międzyrzędach gęste, takie jak w rzędach. Odnóża obu płci o bezzębnych wszystkich udach. Samiec ma granulowaną wewnętrzną stronę goleni tylnych odnóży i gałeczkowato zwieńczone apicale edeagusa.
Owad endemiczny dla Chin, znany tylko z północnego Junnanu.